# Diocesi di Gibilterra in Europa
La diocesi di Gibilterra in Europa (anche detta semplicemente diocesi in Europa) è la diocesi geograficamente più estesa della Chiesa anglicana e probabilmente di tutta la Comunione anglicana, dal momento che copre circa un sesto delle terre emerse (Europa ad esclusione di Regno Unito e Irlanda ma compresa l'Islanda, territori ex-sovietici, Marocco e Turchia).

## Organizzazione
La sua chiesa madre è la Cattedrale della Santa Trinità, ed è guidata dal Vescovo di Gibilterra in Europa (Robert Innes dal 20 luglio 2014), assistito dal Vescovo suffraganeo di Gibilterra in Europa (al momento David Hamid, ordinato vescovo il 17 ottobre 2002). La diocesi dispone di due procattedrali: la Cattedrale anglicana di San Paolo a Malta e la Cattedrale della Santa Trinità in Belgio. La diocesi fa parte della Provincia ecclesiastica di Canterbury.

## Storia
La diocesi fu creata il 29 settembre 1842 per coprire tutte le cappellanie anglicane dal Portogallo al Mar Caspio. Nel 1980 la diocesi fu amalgamata con la Giurisdizione dell'Europa settentrionale e centrale e rinominata con l'attuale denominazione.

## Arcidiaconie
La diocesi comprende sette arcidiaconie:
- Arcidiaconia d'Oriente che comprende: Albania, Armenia, Austria, Azerbaigian, Bielorussia, Bosnia ed Erzegovina, Bulgaria, Croazia, Repubblica Ceca, Georgia, Grecia, Ungheria, Kosovo, Macedonia, Moldova, Montenegro, Polonia, Romania, Russia, Serbia, Slovacchia, Slovenia, Turchia, Turkmenistan, Ucraina e Uzbekistan. L'attuale arcidiacono è Patrick Curran (dal 2002), residente a Vienna e assistito da due decani d'area, uno residente ad Atene e il secondo a Mosca.
- Arcidiaconia di Francia (comprensivo anche del Principato di Monaco). L'attuale arcidiacono è Kenneth Letts (dal 2007), residente a Nizza.
- Arcidiaconia di Gibilterra, comprendente Andorra, Gibilterra, Marocco, Portogallo e Spagna. L'attuale arcidiacono è David Sutch, (dal 2008), residente a Fuengirola (Spagna).
- Arcidiaconia di Germania ed Europa settentrionale, che comprende Danimarca, Estonia, Finlandia, Germania, Islanda, Lettonia, Lituania, Norvegia e Svezia. L'attuale arcidiacono è Mark Oakley (dal 2005), residente a Copenaghen e assistito da due decani d'area.
- Arcidiaconia d'Italia e Malta, il cui attuale arcidiacono è il Rev. David James Waller (dal 2019), residente a Palma di Maiorca. In Italia l'arcidiaconia attraverso l'Associazione "Chiesa d'Inghilterra" nel 2019 ha firmato l'Intesa con lo Stato Italiano[1], approvata poi nel 2021 con la legge 240[2]. Il territorio comprende 8 parrocchie:
  - Malta
  - Roma
  - Firenze
  - Genova
  - Milano [3]
  - Napoli
  - Venezia
  - Palermo
  - Taormina
  - Randazzo
- Arcidiaconia dell'Europa nordoccidentale, che comprende Belgio, Lussemburgo e Paesi Bassi (Benelux). L'attuale arcidiacono è John de Wit (dal 2008), residente a Utrecht.
- Arcidiaconia di Svizzera, il cui attuale arcidiacono è Arthur Siddall (dal 2005), residente a Montreux. Il territorio comprende 9 parrocchie, tra cui Lugano.[4]

## Successione dei vescovi

### Vescovi di Gibilterra
| Nome                        | Dal  | Al   | Note |
| --------------------------- | ---- | ---- | ---- |
| George Tomlinson            | 1842 | 1863 |      |
| Walter John Trower          | 1863 | 1868 |      |
| Charles Amyand Harris       | 1868 | 1873 |      |
| Charles Waldegrave Sandford | 1874 | 1903 |      |
| William Edward Collins      | 1904 | 1911 |      |
| Henry Knight                | 1911 | 1920 |      |
| John Greig                  | 1921 | 1927 |      |
| Frederick Hicks             | 1927 | 1933 |      |
| Harold Buxton               | 1933 | 1946 |      |
| Cecil Horsley               | 1947 | 1953 |      |
| Frederick Craske            | 1954 | 1960 |      |
| Stanley Eley                | 1960 | 1970 |      |

### Vescovi di Fulham e Gibilterra
| Nome               | Dal  | Al   | Note                                                  |
| ------------------ | ---- | ---- | ----------------------------------------------------- |
| John Satterthwaite | 1970 | 1980 | Nel 1980 la diocesi diventa "di Gibilterra in Europa" |

### Vescovi di Gibilterra in Europa
| Nome               | Dal  | Al   | Note                                  |
| ------------------ | ---- | ---- | ------------------------------------- |
| John Satterthwaite | 1980 | 1993 |                                       |
| John Hind          | 1993 | 2001 | Trasferito alla diocesi di Chichester |
| Geoffrey Rowell    | 2001 | 2013 |                                       |
| Robert Innes       | 2014 |      |                                       |

#### Vescovi suffraganei in Europa
| Nome                  | Dal  | Al   | Note                    |
| --------------------- | ---- | ---- | ----------------------- |
| Ambrose Weekes        | 1980 | 1986 |                         |
| Edward Holland        | 1986 | 1995 | Trasferito a Colchester |
| Henry William Scriven | 1995 | 2002 |                         |
| David Hamid           | 2002 |      |                         |

#### Vescovi assistenti onorari
| Nome                  | Dal  | Al | Note                                                                              |
| --------------------- | ---- | -- | --------------------------------------------------------------------------------- |
| Daniel de Pina Cabral | 1976 |    | Vescovo di Lebombo dal 1969 al 1976, arcidiacono di Gibilterra dal 1987 al 1993   |
| Ambrose Weekes        | 1988 |    | Già vescovo suffraganeo in Europa (1980-1986)                                     |
| Eric Davenport        | 1993 |    | Arcidiacono d'Italia e Malta dal 1992 al 1997                                     |
| Michael Manktelow     | 1994 |    |                                                                                   |
| Fernando Soares       | 1995 |    | Già vescovo della Chiesa lusitana cattolica apostolica evangelica (1980-2012)     |
| Carlos López-Lozano   | 1995 |    | Vescovo della Chiesa spagnola riformata episcopale                                |
| John Taylor           | 1998 |    |                                                                                   |
| Patrick Harris        | 1999 |    |                                                                                   |
| Joachim Vobbe         | 1999 |    | Già vescovo della Diocesi cattolica per i veterocattolici in Germania (1995-2009) |
| Ian Harland           | 2000 |    |                                                                                   |
| Richard Garrard       | 2001 |    |                                                                                   |
| Pierre Whalon         | 2001 |    | Vescovo della Convocazione delle Chiese episcopali in Europa                      |
| Edward Holland        | 2002 |    | Già vescovo suffraganeo in Europa (1986-1995)                                     |
| David Smith           | 2002 |    |                                                                                   |
| John Flack            | 2003 |    |                                                                                   |
| Michael Turnbull      | 2003 |    |                                                                                   |
| Fritz-René Müller     | 2004 |    | Vescovo della Chiesa cattolica cristiana svizzera                                 |
| Alan Chesters         | 2005 |    |                                                                                   |
| David Hope            | 2007 |    |                                                                                   |
| Matthias Ring         | 2010 |    | Vescovo della Diocesi cattolica per i veterocattolici in Germania                 |
| Jorge de Pina Cabral  | 2012 |    | Vescovo della Chiesa lusitana cattolica apostolica evangelica                     |